# Baťovka (sodovka)

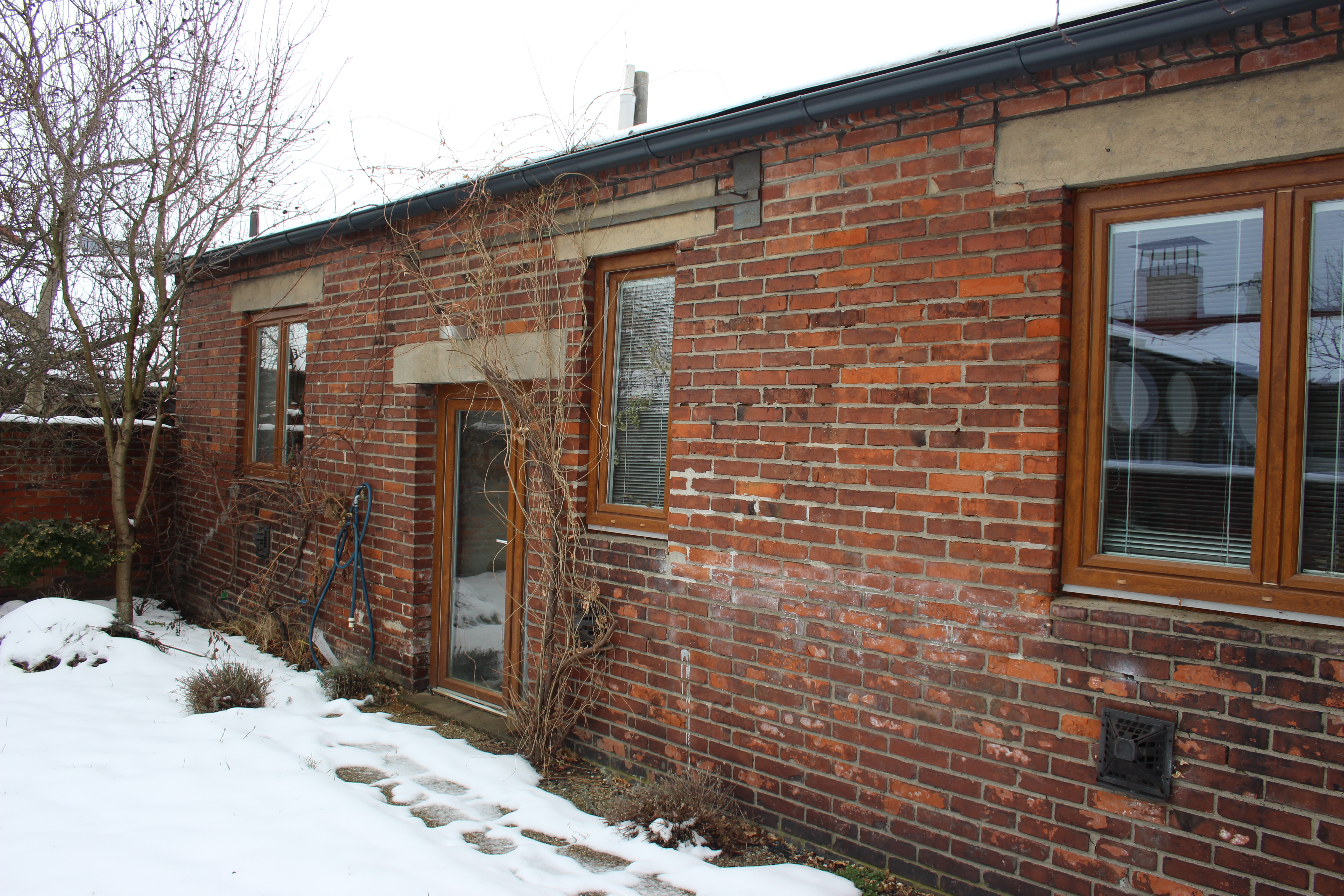
Budova sodovkárny ve dvoře domu čp. 2 v Uherském Hradišti v Rybárnách, což je rodný dům Jana Antonína Bati

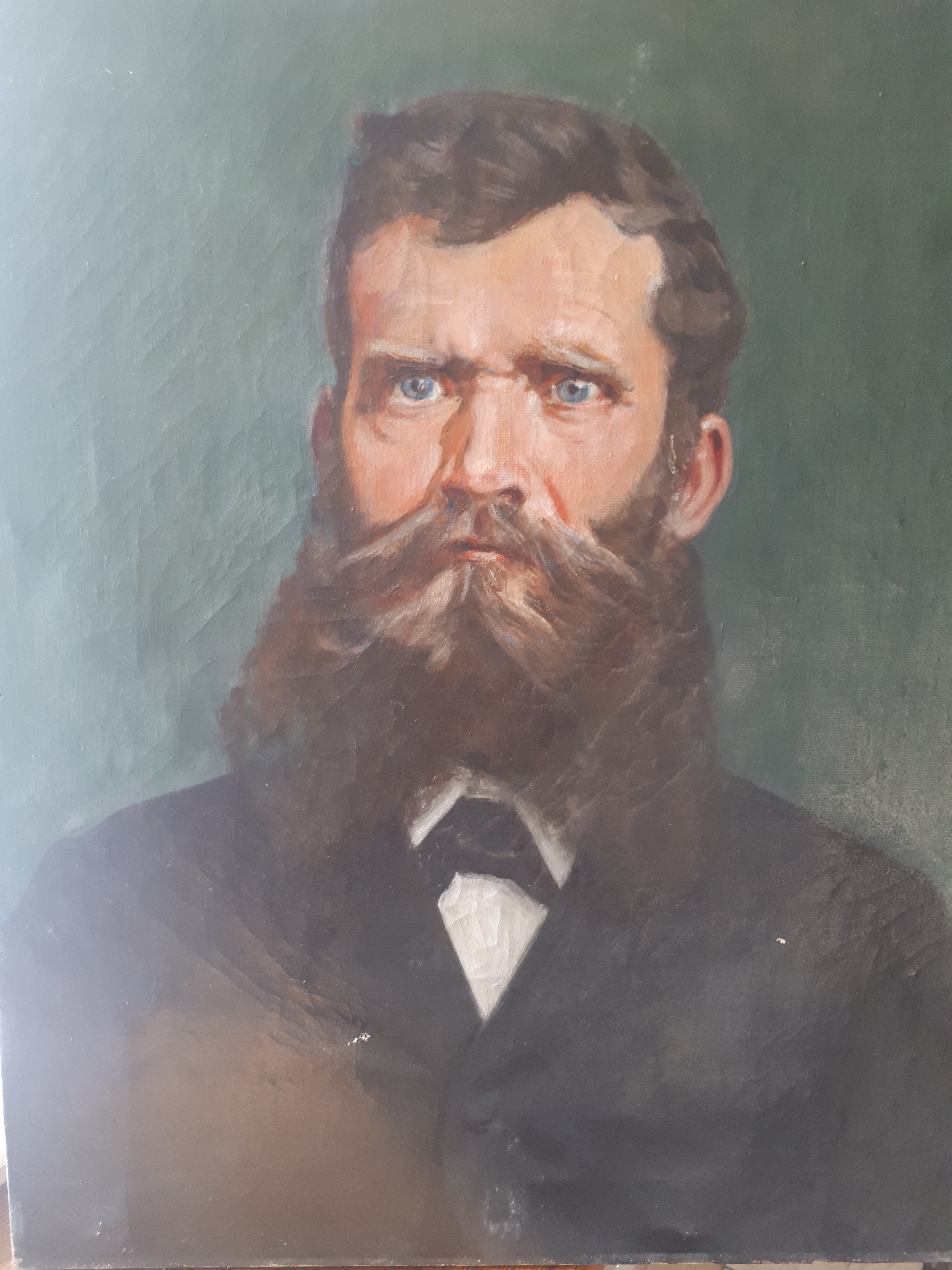
Antonín Baťa senior – zakladatel sodovkárny

Baťovka je lidové označení sodového nápoje, který rodina Baťů vyráběla od roku 1897 do roku 1950 . V roce 2016 byla v Uherském Hradišti výroba sodovek obnovena.

## Historie
Živnost na výrobu sodové vody byla udělena dne 10. července 1897 Antonínu Baťovi, otci Tomáše a Jana A. Bati. Po jeho smrti výrobu v roce 1905 převzala jeho manželka Ludmila Baťová a v roce 1935 její syn z prvního manželství, Josef Kovařík. V témže roce započala ve dvoře domu č.p. 2 v Rybárnách výstavba nové budovy pro výrobu a skladování sodovky. Tato výrobna sodovek pokračovala až do 23. listopadu 1950, kdy byla J. Kovaříkem ukončena.
V knize „Román života“ (2009, str. 33) vzpomíná J. A. Baťa na výrobu sodovky: „Umývali jsme s nadšením ve velkých štoudvích sklenice od sodovky a nosili vodu, protože to byl jeden druh obchodu, který se maminka při tatovi naučila. Josef, jenž byl asi osmnáctiletý a byl doma, se zabýval hlavně touto výrobou. Recepturu sodovek maminka znala a beztoho sama chodívala kupovat houby s kyselinou uhličitou od Adlera v Prostřední ulici nebo od Laderera v Krátké ulici, hned co se šlo od mostu moravního. Voda ve studni u Šimčíkového byla vždy svěží a studená, pro sodovky velmi dobrá, pokud se ty sodovky zkonzumovaly do půl roku. Potom se v ní začalo cosi dít a zkalila se, takže na příklad bílé sodovky se z ní už nehodily, neboť byly trochu nažloutlé a také už tak „nerazily“ – „nebouchaly“.

Téměř celá produkce sodovkárny se vozila do Baťových koželužen v Otrokovicích pro občerstvení zaměstnanců a ti ji lidově říkali Baťovka. Každý rok v červenci jezdívali Baťovi na velehradskou pouť, kde se prodávalo 5 až 6 tisíc červených malinových sodovek – Baťovek.

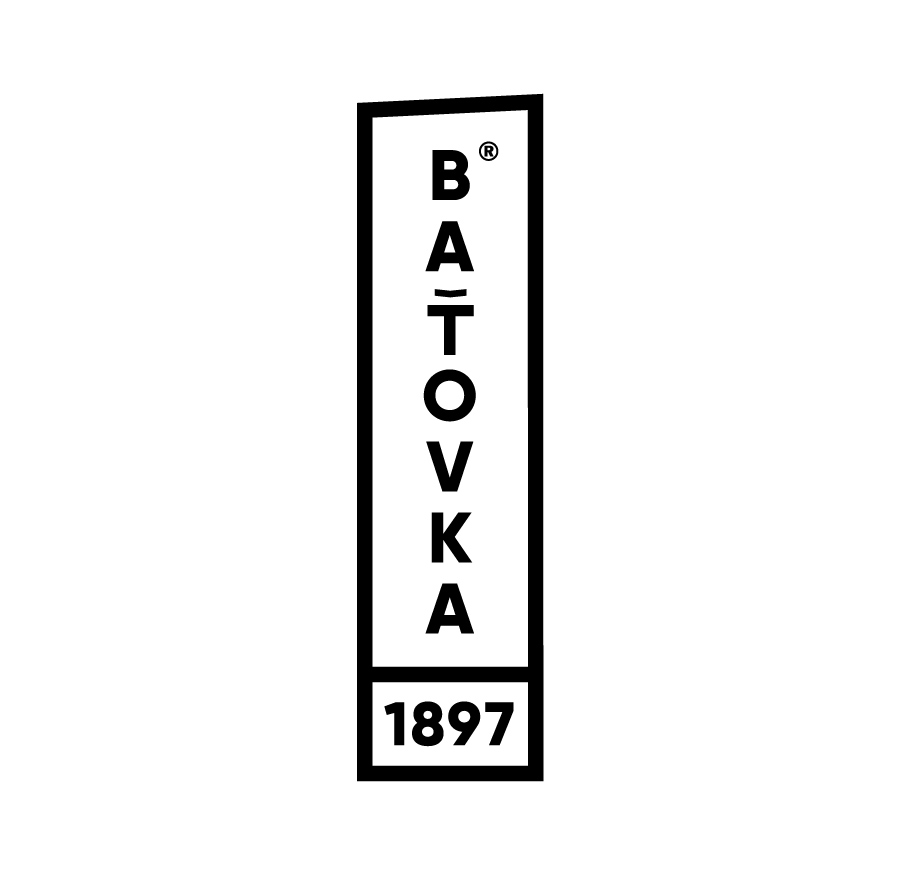
logo sodovky BATOVKA

V roce 2016 byla výroba sodové vody, kterou započala rodina Baťů, obnovena firmou Baťovka 1897 s.r.o. V roce 2017 vyhrála Baťovka 1. místo v soutěži pro začínající podnikatele T-Mobile Rozjezdy ve Zlínském kraji.